# Nēnē-nui
A Nēnē-nui (Branta hylobadistes) a lúdalakúak rendjébe, ezen belül a récefélék (Anatidae) családjába tartozó, kihalt madárfaj. Neve a hawaii „nagy Nēnē” kifejezésből származik. A kanadai lúd (Branta canadensis) és a hawaii lúd (Branta sandwichensis)  közeli rokona volt.
Az elszigetelődés miatt óriás méretűre nőtt és elveszítette röpképességét.
Korábban Maui szigetén élt, de jóval az európaiak érkezése előtt végleg kihalt. Feltehetően nem sokkal a Hawaii-szigetek polinézek általi benépesülése után pusztult ki, valószínűleg a vadászat miatt. Feltehetően az a faj előfordult Kauai és Oahu szigetén is.